# کنتو فوکودا
کنتو فوکودا (انگلیسی: Kento Fukuda؛ زادهٔ ۱۵ مهٔ ۱۹۹۰) بازیکن فوتبال اهل ژاپن است.